# Liste bolivianischer Schriftsteller
Dies ist eine Liste bolivianischer Schriftsteller. Es besteht kein Anspruch auf Vollständigkeit.

## A
- Nataniel Aguirre (1843–1888)
- Oscar Alfaro (1921–1963)
- Sergio Almaraz Paz (1928–1968)
- Luis Huáscar Antezana (* 1943)
- Alcides Arguedas (1879–1946)

## B
- Yolanda Bedregal (1916–1999)
- Héctor Borda Leaño (* 1927)
- Raúl Botelho Gosálvez (1917–2004)

## C
- Daniel Campos (1829–1902)
- Alcira Cardona Torrico (1926–2003)
- Matilde Casazola (1942)
- Oscar Cerruto (1912–1981)
- Augusto Céspedes (1904–1997)
- Man Césped, das ist Manuel Céspedes Anzoleaga (1874–1932)
- Armando Chirveches (1881–1926)
- Adolfo Costa du Rels (1891–1980)

## D
- Alfonso Gumucio Dagron (* 1950)
- Antonio Díaz Villamil (1897–1948)
- Eduardo Díez de Medina (1881–1955)
- Fernando Díez de Medina (1908–1990)

## F
- Guillermo Francovich (1901–1990)
- Ricardo Jaimes Frere (1868–1933)

## G
- Augusto Guzmán (1903–1994)

## H
- Edson Hurtado (* 1980)

## K
- Vicente Pazos Kanki (1779–1851)

## L
- Jesús Lara (1898–1980)
- Gonzalo Lema (* 1959)
- Asunta Limpias de Parada

## M
- Carlos Medinaceli (1899–1949)
- Jaime Mendoza (1874–1939)
- Eduardo Mitre (* 1943)
- Víctor Montoya (* 1958)
- Gabriel René Moreno (1834–1908)
- María Josefa Mujia (1820–1888)

## N
- Gustavo Navarro, Pseudonym Tristán Maroff (1898–1973)
- Jaime Nisttahuz (* 1942)

## O
- Gustavo Adolfo Otero (1896–1958)

## P
- Natalia Palacios (1837–1918)
- Diómedes de Pereyra (1897–1976)
- Edmundo Paz Soldán (* 1967)
- René Poppe (* 1943)
- Renato Prada Oropeza (1937–2011)

## Q
- Marcelo Quiroga Santa Cruz (1931–1980)

## R
- Fernando Ramírez Velarde (1913–1948)
- Fausto Reinaga (1906–1994)
- Gregorio Reynolds (1882–1948)
- Ramón Rocha Monroy (* 1950)

## S
- Jaime Sáenz (1921–1986)
- Juan Bautista Saavedra (1870–1939)
- Pedro Shimose (1940)
- Gastón Suárez (1929–1984)

## T
- Néstor Taboada Terán (* 1929)
- Franz Tamayo (1878–1956)
- Vilma Beatríz Tapia Anaya (* 1960)

## U
- Jesus Urzagasti (* 1941)

## V
- Wolfango Montes Vanucci (* 1951)
- Julio dela Vega (* 1924)

## W
- Juan Wallparrimachi (1793–1814)
- Juan Claudio Lechín Weisse (* 1956)
- Blanca Wietchüchter (* 1947)

## Z
- Adela Zamudio (1854–1928)
- Norah Zapata-Prill (* 1946)